# Fernand Wambst
Fernand Wambst (Colombes, 26 dicembre 1912 – Blois, 9 settembre 1969) è stato un ciclista su strada e pistard francese, attivo dal 1936 al 1942,  fratello dei corridori Auguste Wambst, Charles Wambst e Georges Wambst, il più vincente dei quattro.

## Carriera
Nel biennio 1938-1939 si dedicò principalmente alle corse ciclistiche negli Stati Uniti, diventando una sorta di pioniere di questo sport in quella nazione. 
Dopo la sua carriera divenne uno stimato allenatore, in particolare per Eddy Merckx nel 1969; lo fu soltanto per un anno, perché il 9 settembre morì accidentalmente durante una corsa di derny, sul velodromo di Blois: Marcel Reverdy, pilota del corridore Jiri Daler, trascinò con sé Wambst, che morì sul colpo, e ferì lo stesso Merckx.

## Palmarès

### Strada
- 1937

Liegi-Spa

### Pista
- 1938

Prix Goullet-Fogler, Madison (con Emile Diot)
Sei giorni di Indianapolis (con Henri Lepage)
- 1939

Prix Dupré-Lapize, Madison (con Emile Diot)
- 1942

Sei giorni di Buenos Aires (con Antonio Bertola)